# Вербівчик
Ве́рбівчик — село в Україні, у Золочівському районі Львівської області. Орган колишнього місцевого самоврядування — Вербівчицька сільська рада, якій підпорядковані села Вербівчик, Орихівчик та Стиборівка. Населення становить 437 осіб.

## Географія
Відстань до Бродів становить 36 км, що проходить автошляхом місцевого значення. Відстань до найближчої залізничної станції Броди становить 36 км.

## Назва
Колись поселення називалося Озерне через те, що воно знаходилося за ставком неподалік Шишківців. Після чергового нападу турків Озерне було повністю спалене і люди більше тут не селилися, а перейшли нижче по течії, і на пустирі заснували нове поселення. В долині річки, на заболоченій місцевості, було безліч верб, і через це нове поселення назвали Верним, а з часом назва трансформувалася у Вербівчик.

## Географія
Село розташоване на горбистій місцевості. Через село протікає річка Самець — ліва притока Серету (басейн Дністра).

## Населення
1880 року в селі мешкало 497 осіб та 24 особи — на панському дворі. 1935 року — 864 особи, з них (за віросповіданням): 741 — греко-католики, 112 — римо-католики та 11 — юдеї. 1967 року — 629 осіб.

### Мова
Розподіл населення за рідною мовою за даними перепису 2001 року:
| Мова       | Відсоток |
| ---------- | -------- |
| українська | 99,09%   |
| російська  | 0,91%    |

## Історія
В урочищі Баранівка села Вербівчик виявлено поселення кінця бронзової — початку залізної доби. Можливо це поселення було багатошаровим, але наразі ще не ідентифіковане за культурною приналежністю.
На території села було знайдено бойові кам'яні сокири періоду енеоліту.
Перша згадка датується 1463 роком. У 1552 році село було частиною Золочівського масиву земель і належало родині Гурків.

### Радянські репресії та діяльність УПА (1944—1953)
22 серпня 1947 року у Вербівчику дільничим Андрієнком за звинуваченнями у невиконанні державних обов'язків була затримана Анна Гетьман. Того ж дня були затримані дві вчительки — Галина Федоренко та Марія Гречана, у якій справі — невідомо. За два дні, 24 серпня, до села прибув прокурор, суддя Шевченко, дільничий Андрієнко та Іван Іванович, невідомо з яких причин, вилучили у селянина Матвія Биця молотарку, січкарню і свиноматку з поросятами та забрали із собою до району. Наступного дня, місцевий дільничий та загін стрибків, примусово зігнали селян через нездачу зерна на заготівельний пункт місцевого колгоспу, а також «великі» запаси зерна у селян. Під час «акції» більшовиків дільничий наніс тілесні ушкодження та заарештував Михайла Сагана за те, що його дружина називала їх грабіжниками, злодіями. Після тижневого ув'язнення Сагана відпустили. 28 серпня 1947 року місцевий дільничий та загін стрибків вилучили все збіжжя у Параньки Вільчинської через те, що вона не встигла вчасно здати контингенту, а її заарештували. Так само 31 серпня більшовики вчинили ще з одною селянкою — Марією Шлапак (мати загиблого повстанця), забрали її останню корову та збіжжя, а також заарештували Григорія Панькевича та Івана Сагана. 5 вересня 1947 року більшовики насильно вилучили вісім фір збіжжя та відправили його до району, а також через супротив «візитерам» заарештували Степана Різника, Антоновича та Анну Попович. 
12 липня 1948 року до села приїхав прокурор з кількома бійцями МДБ, які за нездачу селянами збіжжя заарештували Андрея Орла, Олексу Букича, Івана Мартинюка та Івана Савича, яких було доправлено до району. 14 серпня начальник районного відділу МГБ заарештував Івана Луця, Василя Сарахмана, Василя Шлапака та ще декількох осіб, яких по триденних допитах відпустили.
13 серпня 1948 року в с. Вербівчик повстанці зробили засідку на групу «стрибків». Під час боєзіткнення були важко поранені один емґебіст і райуповноважений від міністерства заготівель СРСР. Обидва незабаром померли від отриманих ран.
11 вересня 1948 року до Вербівчика приїхали уповноважені по контингенті Лєбер та Контрибуц з групою большевиків, які цілий день «вилучали» у селян збіжжя, яке не вони не здали раніше, зокрема, у Івана Байсаревича (3 центнера жита), Івана Цінцірука (1 центнер жита), у Івана Дручка, Василя Яремчука та багатьох інших забрали останнє зерно, яке селяни приготували для посіву. Загалом «вилучили» близько 100 центнерів збіжжя. Зігнали фіри та, насильно вручивши селянам прапори, транспаранти, та портрети Лєніна і Сталіна, аби показати як організовано проходить «добровільна здача» хліба державі. У той самий час уповноважений по контингенті Рудь почав телефонувати по всіх сільських радах, які розташовані при дорозі на Броди, аби селяни виходили дивитися, як село Вербівчик «добровільно» та з ентузіазмом везе хліб державі .

### Радянський період (1944—1991)
За радянських часів в селі діяв колгосп «Україна», що спеціалізувався на рільництві. З допоміжних підприємств при колгоспі діяли пилорама, цегельня, столярна та ремонтна майстерні.

## Освіта
1872 року в селі відкрилася однокласна школа з руською (українською) мовою викладання. 1913 року сільська школа була однокласною, а посада вчителя була вакантною.

## Медицина
В селі діє комунальна установа «Фельдшерсько-акушерський пункт» (керівник Бакай Г. З.).

## Пам'ятки
Церква Воскресіння Господнього, споруджена 1879 року на цвинтарі, що на околиці села. Напередодні першої світової війни парохом церкви був о. Кипріян Дурбак. З 1923 року парохом стає о. Іван Прокопчук.
Нині церква належить парафії Воскресіння Господнього УГКЦ (парох о. Ярослав Войтів), чисельністю 197 вірян.

## Відомі люди
- Зварич Ігор — український політик, президент Української асоціації хутровиків, народний депутат України V, VI скликань, доктор політичних наук, кандидат економічних наук[22].
- Панькевич Олег — український політик.
- Сех Ірина — український політик, рідна сестра Олега Панькевича.

### Учасники визвольних змагань
- Мартинюк Василь Григорович (псевдо — Туга»; нар. 1924) — вояк УПА. У липні 1944 року мобілізований до сотні УПА «Козака», що у 1945 році діяла на території Львівської та Станіславської областей. Засуджений 26 червня 1946 року. У реабілітації відмовлено 27 жовтня 1995 року[23].
- Писаревич Григорій (псевдо — «Степовий»; 1927 — 14 листопада 1949) — діяч ОУН, освіта — 7 класів народної школи. Член Юнацтва ОУН з 1942 року, з 1944 року в УПА на теренах Тернопільщини, провідник Черницького куща ОУН (весна-осінь 1949).